# Eudule cytherea
Eudule cytherea là một loài bướm đêm trong họ Geometridae.